# Aminoquinolina
Las aminoquinolinas son derivados de la quinoleína, muy notables por sus funciones como fármacos antimalariales. Dependiendo de la colocación del grupo amino en la cloraquina,  pueden clasificarse en:
- 4-Aminoquinolina
- 8-Aminoquinolina

## 4-aminoquinoleínas
Es una forma de aminoquinoleína con el grupo amino en la posición 4 de la quinolina. Una variedad de derivados de 4 - aminoquinolina funcionan como agentes antimaláricos útiles en el tratamiento de infecciones de plasmodios eritrocitarios. Los ejemplos incluyen la amodiaquina, cloroquina e hidroxicloroquina.

Amodiaquina.

Cloroquina.

Hidroxicloroquina.

## 8-aminoquinoleínas
Es una forma de aminoquinoleína con una amina en la posición 8 de la quinoleína.
La familia 8 - aminoquinoleina de drogas contiene tres miembros: primaquina, tafenoquina y pamaquina [ 1 ] y se utilizan en el tratamiento de la malaria. Estos se pueden utilizar para erradicar hipnozoítos del hígado y se han utilizado para la profilaxis del paludismo.
Los medicamentos procedentes de 8 - aminoquinoleína no se debe dar a los pacientes con deficiencia de G6PD , debido a que causan hemólisis potencialmente fatal en estos pacientes.
La Pamaquina ya no está disponible en cualquier lugar, pero la primaquina todavía se utiliza en todo el mundo de forma rutinaria como parte del tratamiento de la malaria Plasmodium vivax y Plasmodium ovale. La Tafenoquina se encuentra actualmente en fase III de ensayos clínicos y aún no está disponible para ser prescrita.

Primaquina.

Pamaquina.

Tafenoquina.

## Historia
En la búsqueda de nuevos compuestos en Alemania, se produjo la Resoquina (1934) y la Sontoquina (1937), ambas de la serie 4-aminoquinoleínas. Ambos medicamentos fueron patentados en Estados Unidos en 1941 por la Compañía Winthrop, empresa que nunca los comercializó. Se emplearon durante la guerra por las fuerzas del Reich, hasta que la caída de Túnez (mayo de 1943) permitió a los aliados apoderarse de cierta cantidad, a partir de la cual y comprobada la superioridad de la resoquina, los estadounidenses sintetizaron más, con el nombre de Cloroquina o Aralen (1944) (4-aminoquinoleína o “quinina blanca”) en la terminología popular española de los dispensarios antipalúdicos de postguerra, preferida y solicitada por el público en lugar de “quinina amarilla”. Este medicamento estrella de la terapéutica hasta entrados los años de la década de 1960 junto con la Primaquina (una variación de la Plasmoquina), acreditó una rápida efectividad sobre la fiebre y sobre los parásitos con sólo tres días de tratamiento y menos del 25% de recidivas.

## Tratamiento
4-AMINOQUINOLEINAS (CLOROQUINA Y AMODIAQUINA
Son las dos más utilizadas. Actúan efectivamente eliminando los esquizontes eritrocíticos de todas las especies de Plasmodium. Interfieren con los procesos metabólicos por los cuales el parásito digiere la hemoglobina dentro del eritrocito. No tienen efecto contra los parásitos en el hígado. Son antimaláricos de acción rápida, se absorben en el tubo instestinal y la concentración máxima se logra a las 2 horas; entre 1 y 6 horas alcanza una biodisponibilidad del 75%. Si se administran por vía venosa hay peligro de toxicidad. La cloroquina se acumula en los tejidos, principalmente bazo, riñones, pulmones, corazón e hígado, con mayor afinidad por los tejidos donde existe melanina, como la piel y los ojos. Se metaboliza lentamente y el principal metabolito en el hombre es la desetilcloroquina. El riñón es la principal vía de eliminación por donde se excreta sin ser modificada. La amodiaquina tiene la misma actividad antimalárica que la cloroquina, pero cuando se administra por tiempo prolongado, puede presentar hepatitis tóxica y agranulocitosis fatal, por este motivo la amodiaquina no se recomienda para quimioprofilaxis.
8-AMINOQUINOLEINAS (PRIMAQUINA Y SITAMIQUINA
La primaquina ataca los esquizontes e hipnozoítos hepáticos. Cuando se asocia a las drogas esquizontícidas eritrocíticas se logra una curación radical del P.vivax y P.ovale. Tiene también acción esterilizante sobre los gametocitos de P.falciparum de la sangre. Se absorbe rápidamente por el intestino y alcanza su nivel plasmático máximo entre 1 y 3 horas. Se fija muy poco en los tejidos y se elimina con rapidez por degradación metabólica, para desaparecer del organismo casi completamente en 24 h. La sitamiquina es una 8-aminoquinoleína conocida anteriormente como WR6026 (Glaxo Smith Kline), compuesto que fue sintetizado por primera vez en 1944 (Guerin y col.,2002). Este compuesto es un análogo de la primaquina, compuesto usado contra la malaria desde los años 50, de administración oral y con amplio espectro de actividad antiprotozoaria (Yeates, 2002; Edison 2008). Su mecanismo de acción está basado en su capacidad para provocar un rápido colapso del potencial de membrana de la mitocondria de Lehismania (Taylor y col.,1991). Datos obtenidos en humanos han demostrado que la Sitamaquina es, en general, bien tolerada aunque puede producirse vómitos, dolor abdominal, cefaleas o trastornos renales

## Datos técnicos
820068 8-Aminoquinoleína
| Información sobre producto ! |              |
| ---------------------------- | ------------ |
| Fórmula empírica             | C9H8N2       |
| Número HS                    | 2933 49 90   |
| Número CE                    | 209-427-9    |
| Masa molar                   | 144,17 g/mol |
| Número CAS                   | 578-66-5     |

| Datos químicos y físicos ! |                            |
| -------------------------- | -------------------------- |
| Solubilidad en agua        | 20 °C difícilmente soluble |
| Punto de fusión            | 61-64 °C                   |
| Punto de ebullición        | 157-162 °C (27hPa)         |